# Толлер Кренстон
Толлер Кренстон (англ. Toller Cranston; нар. 20 квітня 1949, Гамільтон, Онтаріо, Канада — пом. 24 січня 2015, Сан-Мігель-де-Альєнде, Мексика) — фаховий художник, тренер і спортсмен другої половини XX ст. з Канади. Бронзовий медаліст Олімпійських ігор 1976 року з фігурного катання.

## Життєпис
Родина мешкала в місті Гамільтон, Онтаріо, Канада. Мати народила чотрьох дітей — старшу доньку і трьох синів.

### Дитинство як «перебування у тюрмі», деспотизм матері
У віці 11 років Толлер був перевезений разом з іншими у передмістя міста Монреаль. Мати позиціонувала себе як художниця, але вирізнялася деспотичним характером і егоцентризмом. Толлер, вразливий і здібний, згадував власне дитинство як «перебування у тюрмі» з його слів. Психологічно травмований підліток вирізнявся також вибуховою поведінкою і провокував вчителів на конфлікти несподіваними запитаннями. Його зарахували до порушників шкільної дисципліни. Відомо, що мав схильність до гуманітарних дисциплін та історії і не мав схильності до математики.

### Монреальська школа красних мистецтв

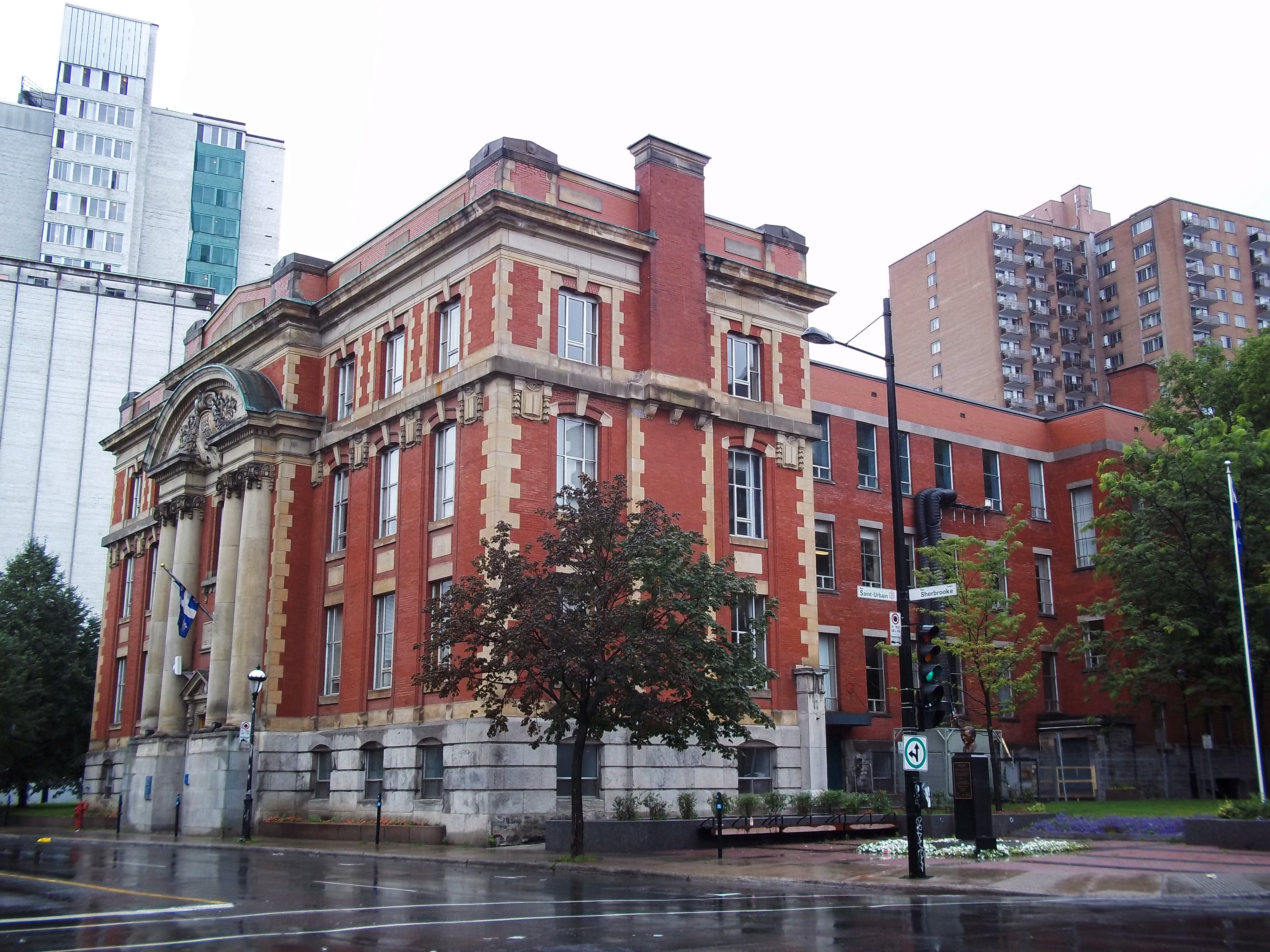
Монреальська школа красних мистецтв, фото 2011 р.

Після закінчення середньої школи вступив до Школи красних мистецтв у Монреалі. Навчався там три роки.

### Прихід у фігурне катання

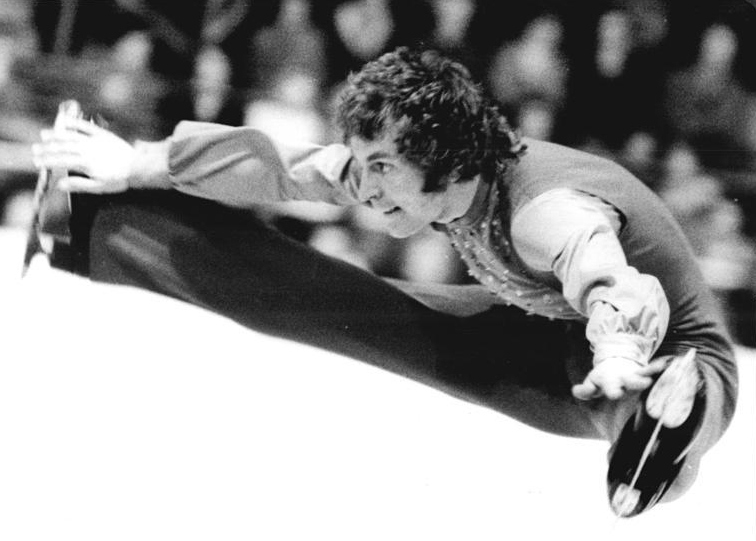
Березень 1974 р.

Він мав рухливі здібності і його показали у балетній школі. Але навчання балету не було успішним, а прагнення танцювати зросло.
Аби якось завантажити хлопця, батьки у віці семи років придбали йому хокейні ковзани. Деспотична мати конфліктувала з сином і не бажала поглиблених занять спортом. В одинадцятирічному віці рухливого підлітка побачила тренер Єва Васак і, вражена здібностями хлопчика, почала тренувати його  — безкоштовно. Енергія хлопця була спрямована на творчість, цього разу у спорті.
У 13-річному віці почався процес зростання кістяка й у підлітка виявили перетренування й остеохондропатію. Лікарі навіть прогнозували закінчення його спортивної кар'єри. Але минулося, і хлопець відновив тренування. Пані Єва тренувала хлопчика вісім років. У 15-річному віці він брав участь у змаганні юніорів. Участь у показу власної програми на Олімпійських іграх 1968 року була невдалою для початківця. Його передали новому тренеру-жінці, нею стала Єлена Бурка у Торонто. Він відвідує тренування і не припиняє навчання у художній школі. Досить швидко юнак переносить творчі знахідки у фігурне катання і стає значною, ні на кого не схожою художньою особистістю у чоловічому фігурному катанні. Творчі знахідки він переніс навіть у власні костюми. Перша виставка власних художніх творів відбулася 1969 року. Майданчик для виставки надала тренер Єлена Бурка у власному помешканні.
На льодовому полі тоді панували стеріотипні чорні костюми, як у пінгвінів або мавп. Толлер почав демонструвати як складні і несподівані костюми, так і складні технічні навички та майже сценічні образи у танцях на льоду. Складну техніку катання Кренстон підпорядковував хореографічним образам. Багато зусиль доклав до розкриття музичних настроїв і емоцій, що їх викликала сама музика. Його технічні навички почали копіювати інші спортсмени, не переймаючи його хореографії. Фактом тодішньої спортивної дійсності став стиль Толлера Кренстона.

### Несприйняття суддів
В інтерв'ю того часу він почав оприлюднювати наміри працювати як у «театрі на льоду», де мета — не боротьба за медалі за будь-яку ціну, а висока художня вартість самого танцю. Це пішло у конфлікт з прагматизмом і тверезими розрахунками тренерів, суддів змагань і менеджерів. Йому дали виграти перший національний титул 1971 року, де він демонстрував потрійний сальхов і мав нагородою овації публіки. У нього помітно підвищились спортивний і художній авторитет, що породило заздрість і прихований спротив через запеклу конкуренцію на змаганнях. На чемпіонаті світу з фігурного катання 1972 року Кренстон виборов не першу медаль, але вищий бал у 6.0 за художню довершеність своєї програми. На чемпіонаті світу 1974 року він знову виборов вищі оцінки за художню образність програми, але йому присудили тільки бронзову медаль. Ще раз він стане бронзовим призером Олімпійських ігор 1976 року. Але у спортсмена почалися проблеми із суддями, зацікавленими у зростанні технічних навичок і складних програм, а не в художній образності танців на льоду. На лід почали переносити техніцизм і гімнастику. Толлера почали відсувати у тінь. Почалися доповіді про слабкість його технічної підготовки і погане виконання обов'язкових елементів. Його місце у катанні почали «готувати» для новачків.

### Розрив з батьківською родиною
Молодик виборов фінансовий успіх, і це надало йому можливість розірвати зв'язок із родиною. Погіршення стосунків із матір'ю примусило припинити стосунки з нею — до її смерті.

### Льодові шоу
Після 1976 року він почав професійну кар'єру на льоду. Шанс створити «театр на льоду» він почав реалізовувати відтепер, бо проблема із суддями була скасована. Він створює льодове шоу, запрошує осіб—спортсменів, що мають «власне обличчя» у фігурному катанні. Відбулись його гастролі у країнах Західної Європи. Сам запам'ятався сценічним образом блазня і жартівника «Меркуціо», коли створив власну програму образа за мотивами відомої п'єси Вільяма Шекспіра «Ромео і Джульєтта». Костюми для шоу готував Френсіс Дефо. Його запрошують на виступи телешоу «Зірки на льоду» і він виступає. Його фотопортрет розмістили на внутрішній сторінці альбому Джоні Мітчелла «Hejira».

### Спортивний коментатор
Толлера запросили бути спортивним коментатором та CBC телебаченні з тематикою фігурного катання. Толлер Кренстон не відійшов від концепції «театра на льоду» і художньої вартості самого танцю, художньої вартісності і образності програми. З цих позицій він і коментував виступи фігурістів, що були трошки образні, прагматичні і гімнастичні. Критику і аналітику Кренстона амбітні особи почали сприймати як образи і спроби принизити їх авторитет (дозволялось лише хвалити і казати компліменти). Почалися скарги і занепокоєні менеджери CBC телебачення подають судовий позов на негнучкого і неполіткоректного спортивного коментатора. Негнучкий спортивний коментатор подав зустрічний позов і виграв судовий процес кінець кінцем. Як наслідок робоче місце на телебаченні він втратив.

### Фінансовий успіх, залежність від кокаїну й ілюзія незалежності
Прийшов фінансовий успіх та неспокій. Кренстон повертається до малювання, як стимулятор починає використовувати кокаїн, що породжує залежність. Порожнечу в особистому житті заповнюють короткі романи з жінками, але до створення власної родини не доходить. Кренстон стає частиною розгульної богеми, прийшла ілюзія непотрібності і незалежності. Прагнення експериментів приводить до долання меж і гріхів. Серед них — відверті визнання в книзі «Коли пекло замерзне, чи варто взяти туди і ковзани?» Він давно уже неймовірна особистість, ризикована і фантасмагорична. В одній із надрукованих статей його назвали «павичем з пензлями».

### Двадцять років у Мексиці
Негаразди в особистому житті, невдача у тренуванні з учнем-фігуристом (що пірнув у вир наркотиків і швидкого сексу за гроші) призводять до рішення покинути Канаду. Він продав власний будинок у Торонто і поїхав до теплої Мексики. Він житиме і працюватиме художником у місті Сан-Мігель-де-Альєнде майже двадцять років.
Його численні картини — суто декоративні, хаотичні, барвисті як тропічні птахи чи ужиткові твори мексиканських ремісників. Але як тривожні сни виникають сцени з фантазійними персонажами на снігу чи на засніжених пагорбах Канади. Серед них і сюжети з фігурним катанням. Всі філософські проблеми він наче залишив у своїх концертних програмах. Його художній стиль — варварська суміш тропічної екзотики, сюрреалізму, експресіонізму, казковості, ірреальності і деформацій.
Варварська суміш тропічної екзотики, барвистість і хаос переважали й у інтер'єрах його приватного помешкання. Про реальність нагадували лише солідні меблі і художники та художниці, з котрими він відтепер спілкувався.

### Останній візит до матері
Відомо, що він навідався до старої і немічної матері. Він навмагався востаннє зрозуміти, що привело їх до багаторічної ворожнечі і несприйняття одне одного. Невдовзі після візиту уславленого сина жінка померла.

### Смерть у Мексиці
Останніми роками мав хворобу серця. Стався черговий серцевий напад, але митець не звернувся до лікарів. Був знайдений мертвим у власному будинку обслугою 14 січня 2015 року.

## Особисте життя
У своїй другій книзі він описав гомосексуальні стосунки з Ондреєм Непелою, а також романи з жінками, у своїх книгах Кренстон представляв себе таким, що жив без формування сильних романтичних чи емоційних прихильностей.

## Увічнення пам'яті

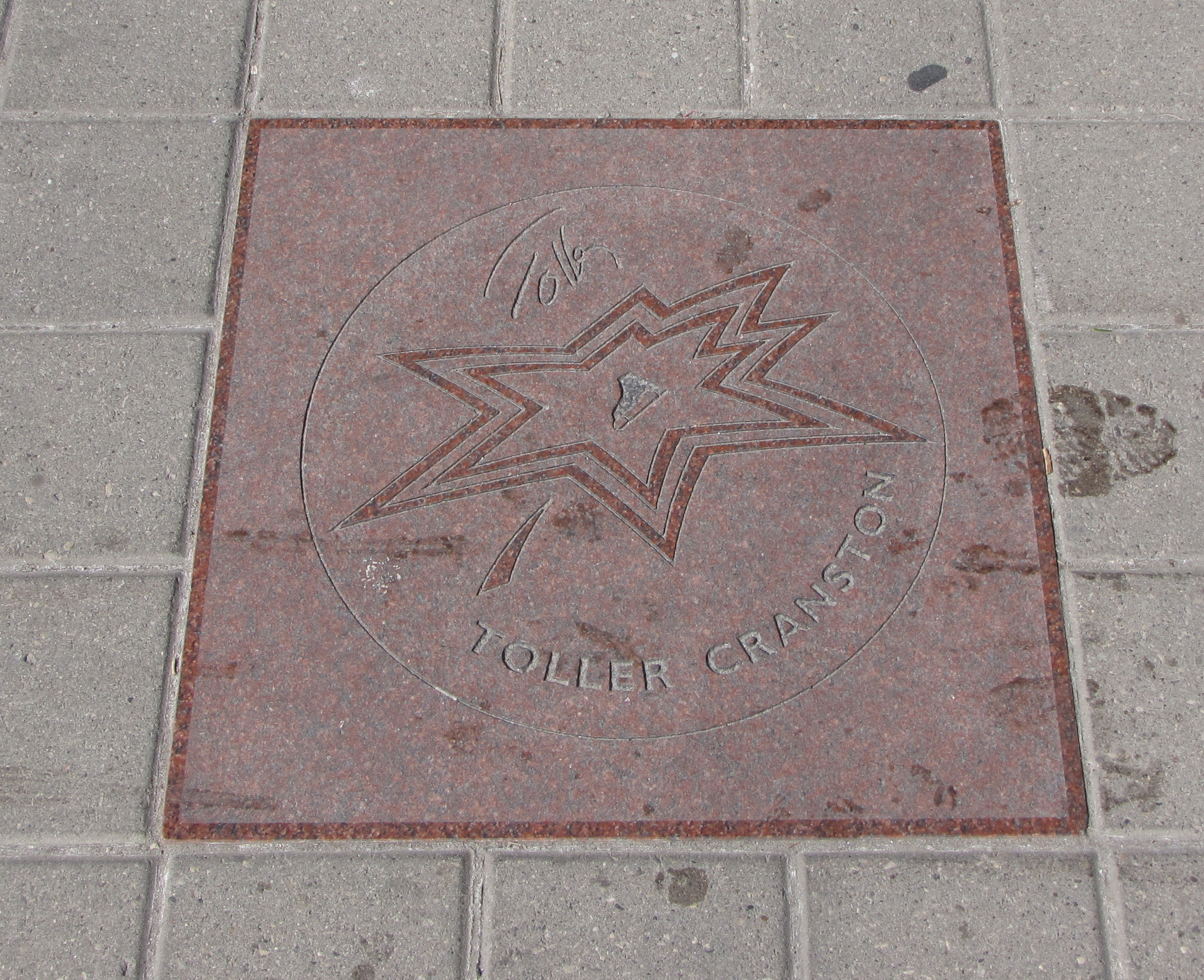
Зірка Толлера Кренстона на Алеї слави Канади

- 1976 — ім'я митця внесено до олімпійської Зали слави Канади.
- 1977 — Толлера Кренстона було нагороджено Орденом Канади ступеня «Офіцер».
- 1995 — Олімпійська асоціація Канади нагородила Толлера Кренстона Особливим олімпійським орденом.
- 1996 — ім'я митця внесено до Спортивної Зали слави Онтаріо, Канада.
- 1997 — ім'я митця внесено до Зали слави канадського фігурного катання.
- 1997 — ім'я митця внесено до Зали слави канадського спорту.
- 2003 — ім'я митця і особова зірка внесені до Алеї слави Канади.
- 2004 — ім'я митця внесено до Зали слави світового фігурного катання[12]
- Ліна Костенко присвятила Толлеру Кренстону свій вірш «Силует фігуриста» («Ах, Толлер Кренстон, чорний принце льоду…»).